# 9460 Макглінн
9460 Макглінн (9460 McGlynn) — астероїд головного поясу, відкритий 29 квітня 1998 року.
Тіссеранів параметр щодо Юпітера — 3,327.